# Kafr Buhum
Kafr Buhum (arabisch كفر بهم, DMG Kafr Buhum, syrisch: ܟܟܦܪ ܒܚܡ, Umschrift: Kafar Bouhoum) ist eine Kleinstadt in Zentralsyrien nahe der Provinzhauptstadt Hama mit einer hohen christlichen Bevölkerungsminderheit. Der Ort hat über 17.300 Einwohner.

## Name
Der erste Teil des Namens, Kafr kann syrisch „Bauernhof“ oder „Dorf“, Buhum (Plural) „Felsen“, „starker Mann“ bedeuten. Kafr Abu bedeutet im Syrischen andererseits „großes Haus“.
Kafr Ebham: Ebham steht für das Wort „Daumen“. Dieser Name bezieht sich auf die Daumenreliquie Sankt Georgs, die in einem kleinen Grab der Kirche aufbewahrt wird. Auf diesem Grab wurde das erste Kloster der Stadt, das Georgskloster erbaut.
Während der zeitweiligen Union Syriens und Ägyptens 1958–1961  trug Kfar Buhum den offiziellen Namen „Al-Ghassanieah“. Die Einwohner verwendeten allerdings weiterhin den alten Namen. Zurzeit neigen alle Bewohner der Stadt dazu, die Abkürzung „Kfarbou“ zu verwenden.

## Geografische Lage
Kafr Buhum liegt neun Kilometer südwestlich der Stadt Hama auf einem Hügel in Höhe von 351 m über dem Meeresspiegel, 210 km nördlich von Damaskus und 160 km südlich von Aleppo. Die Stadt ist in Richtung des Orontes-Tals orientiert.
Die nährstoffreichen Böden um Kafr Buhum und die Feldbewässerung durch Grundwasserbrunnen sorgen für einen hohen landwirtschaftlichen Ertrag. Im Norden der Stadt befinden sich Kalksteinbrüche, in denen 8 Prozent der Stadtbewohner arbeiten. Das abgebaute Gestein wird in modernen Fabriken bearbeitet und zum Häuserbau verwendet. 

## Geschichte
Vor über 2000 Jahren siedelten Syrer und Aramäer aus umliegenden Regionen auf dem Gebiet der heutigen Altstadt. Ein sichtbares Zeugnis dieser Ära ist die Marienkirche und die Ikonen der verschiedenen Kirchen.

## Klima
In Kafr Buhum herrscht mediterranes Klima. Im Winter ist es kalt und regnerisch, im Sommer warm und trocken.
Durch seine geografische Lage – umgeben von Bergen, weiten Landschaften und der Nähe zum Mittelmeer (80 km) – gehört Kafr Buhum mit seinen milden Sommernächten zu den klimatisch gemäßigten Gebieten Syriens. Die Jahresmitteltemperatur beträgt 18,3 °C, in der Vegetationszeit 16,9 °C, die durchschnittliche Niederschlagsmenge beträgt 330 mm, davon 307 mm in der Vegetationszeit. Die Zahl der Hochsommertage mit über 30° liegt bei durchschnittlich 60 Tagen pro Jahr. Gewitter treten durchschnittlich an 10 bis 20 Tagen auf, Schneefall an ein bis vier Tagen, eine geschlossene Schneedecke hat es seit vielen Jahren nicht gegeben. Der Wind weht hauptsächlich aus Südwest und Nordost. Die Zahl der Sonnenstunden ist im Sommerhalbjahr überdurchschnittlich hoch, im Winter wegen häufiger Inversionswetterlagen unterdurchschnittlich. Kafr Buhum ist ein Urlaubsort.

## Einwohnerentwicklung
Die Bevölkerungszahl der Stadt beträgt laut Statistik (2006) über 17.379 Einwohner.
| Jahr | Einwohner  |
| ---- | ---------- |
| 1922 | ca. 1453   |
| 1960 | ca. 3442   |
| 1970 | ca. 6120   |
| 1986 | ca. 8509   |
| 1990 | ca. 10.112 |
| 2000 | ca. 14.368 |
| 2007 | ca. 17.379 |

## Bildung
Kafr Buhum hat einen größeren Einzugsbereich durch allgemeinbildende und berufsbildende Schulen. Es gibt drei private Kindergärten; sechs staatliche Schulen führen die Schüler zur Hochschulreife. Darüber hinaus gibt es eine Reihe von Berufs-, Berufsfachschulen.
Die neue Generation weist einen hohen Anteil an Akademikern auf. Ein wachsender Anteil an  Universitätsabsolventen (Ärzte, Ingenieure, Juristen usw.) ist vor allem in die Golfstaaten und nach Europa emigriert.

## Wirtschaft
Die meisten Bewohner der Stadt leben von der Landwirtschaft und Industrie. Auf den landwirtschaftlichen Nutzflächen um die Stadt werden hauptsächlich Mais, Baumwolle, Kartoffel, Oliven, weiße und rote Rüben angebaut. Landgüter werden von Generation zu Generation vererbt.
In den Straßen der Stadt sind handwerklich ausgerichtete Geschäfte verbreitet, jedoch sind diese nun durch die Errichtung eines Industriegebiets bedroht, in das die in der Innenstadt befindlichen Geschäfte umziehen müssen, sobald die Bauarbeiten beendet sind.

## Musik und Unterhaltung

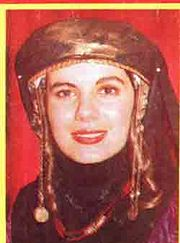
Braut in typischer Tracht

Volksmusik, Dichtung und Prosa-Künste werden in der Stadt groß geschrieben; eigene Traditionen bei Hochzeiten und offiziellen Feiertagen werden gepflegt. Die Stadt veranstaltet jährlich kleine Karnevalfeste, das bedeutendste ist der Karneval am Albaaoth Montag (der Ostermontag). Alle Einwohnerschichten und Vereine nehmen an diesem Karneval teil, der von über 400 Kindern gestaltet wird. Religiöse und soziale private Feste werden in den Restaurants gefeiert. Großer Wert wird auf Volksmusik gelegt Alataaba wa Almejana.

## Bauwerke
Traditionelle Gebäude sind aus weißen Kalksteinquadern errichtet. Seit 1993 wird die große Kathedrale des Heiligen Elias gebaut, die nur von den Bewohnern der Stadt finanziert wird. Für 2008 wurde der Abschluss der Bauarbeiten erwartet.

## Persönlichkeiten
- Gregoris bin Fadel: Der erste römische Bischof in Aleppo zwischen 1540 und 1582
- Agnatios Attieah: Patriarch von Antakia für sieben Jahre bis zu seinem Tod 1635.
- Makarios Alzaaim: Patriarch von Damaskus ab 1647 bis zu seinem Tod im Jahre 1672.